# 이윤정 (배구 선수)
이윤정(1997년 5월 29일 ~ )은 대한민국의 여자 배구선수이다. 현재 김천 한국도로공사 하이패스 소속 세터로 활동하고 있다. 

## 선수 경력

### 실업팀
수원전산여자고등학교 출신으로 2015년 고등학교 졸업을 앞두고 바로 2015-2016 신인드래프트에 참가하지 않았으며, 바로 실업무대로 가기로 결정하고 실업팀 수원시청에 입단했다. 실업 무대에서 실력을 인정 받아서 자주 출장기회를 얻었으며, 2017 한국실업배구연맹 종합선수권대회, 2018 한국실업배구연맹회장배 종합선수권 대회 및 2021 신협중앙회장배 한국실업배구연맹전에서 세터 상을 받았다. 

### 프로 데뷔

#### 김천 한국도로공사 하이패스시절
실업팀에서 경력을 충분히 쌓은 뒤 2021년 같은 수원시청 팀 문슬기와 함께 프로의 무대를 두드려 2021 - 2022 신인드래프트 신청서를 제출했으며, 2라운드 2순위로 김천 한국도로공사 하이패스에 지명 받아 입단하였다. 2021 - 2022 시즌 개막 이후 2021년 11월 21일 KGC인삼공사와의 경기에서 처음으로 선발 세터로 출장하여 인상 깊은 모습을 보여주면서 데뷔 첫 데일리 MVP로 선정되었고, 이후 같은 팀 세터 이고은과 함께 팀의 대표적인 주전 세터로 낙점 받아 활동하였다. 2021 - 2022 시즌 종료 후 신인왕을 수상했는데 이는 고등학교 졸업 후 바로 데뷔하지 않고 실업 리그에 있다가 프로에 입단한 선수의 최초 신인왕 수상 사례다. 2022 - 2023 시즌을 앞두고 이고은이 FA 자격을 얻어 페퍼저축은행으로 이적한 후 주전 세터 자리를 완전히 꿰차게 되었으며, 팀이 챔피언결정전에서 우승을 거두면서 데뷔 두 번째 시즌에 우승 세터 타이틀까지 얻게 되었다.